# Phlebodium areolatum
Phlebodium areolatum är en stensöteväxtart som först beskrevs av Alexander von Humboldt, Amp; Bonpl. och Carl Ludwig Willdenow, och fick sitt nu gällande namn av John Smith. Phlebodium areolatum ingår i släktet Phlebodium och familjen Polypodiaceae. Inga underarter finns listade.